# Juliska (usedlost)
Juliska je zaniklá usedlost v Praze 6-Dejvicích. Stála v místech ulice Na Julisce v jihovýchodní části Sportovního areálu Juliska, který po usedlosti nese jméno.

## Historie
Po roce 1620 se ujal probošt Šimon Brosius dvou vinic, jejichž majitelé odešli po bitvě na Bílé hoře z Čech pro své proticísařské postoje. Obě vinice, Knotovská a Kvintuska, samy vznikly spojením více malých vinic. Kvintusku tvořily tři vinice scelené za majitele Erazima Kvintuse z Dromsdorfu roku 1595, tři vinice koupené roku 1616 Janem Knotem z Neukirchenu daly vzniknout vinici Knotovské.
V 80. letech 17. století nechal Linhart Pfalz postavit na vinici obytnou usedlost, po dalším majiteli, Janu Juliu Hermanovi, byla usedlost i s vinicí nazvaná. Ignác Maxmilián Jungwirt, malostranský měšťan a obchodník, hospodářské budovy přestavěl a přikoupil dvě sousední pole, která zbyla po zaniklé usedlosti Dionysky (zanikla kolem roku 1720). Roku 1783 se stal majitelem Antonín Weitenweber. Po prodeji domu v Praze se na Julisku přestěhoval a roku 1791 přikoupil usedlost Makourku (Majorku).
Podle Stabilního katastru z roku 1840 se na Julisce uvádějí: „2 louky, 5 polí, 8 pastvin, zahrada, zahrádka, 2 zelinářské zahrady a cesta, celkem 26 jiter pozemků“. V tomto výčtu nejsou zahrnuty pozemky patřící Makource.
Roku 1846 byla na části pozemků Julisky postavena železniční trať, která oddělila od usedlosti pozemky u Vltavy. Majitelka Marie Martinů rozprodala v druhé polovině 19. století další pozemky Julisky a usedlost Makourku na průmyslové podnikání a rozsah Julisky se zmenšil na jednu třetinu.

### Cihelna

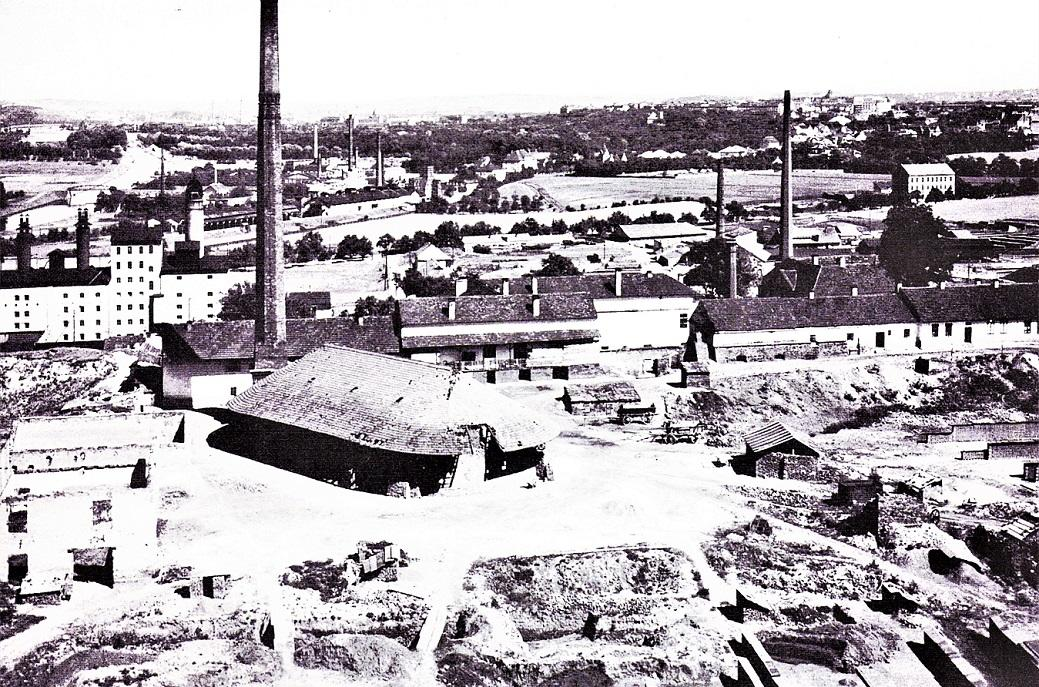
Cihelna Juliska a podbabská sladovna

18. května 1878 koupili usedlost Abraham Brandeis a Bedřich Hofmann (1854–1931) a místech západně od stavení založili cihelnu. Roku 1879 zapsali do obchodního rejstříku firmu Veřejná společnost k výrobě a prodeji cihel a stavebního materiálu. Ještě v době společného vedení postavili šestnáctikomorovou kruhovou pec.
Roku 1884 koupil Hofmann společníkův podíl a založil vlastní firmu. Roku 1885 chtěl při cihelně zřídit hostinec, ale bylo to zamítnuto. Roku 1898 postavil na hliništi strojové zařízení k těžbě hlíny a v západní části cihelny postavil parní strojové zařízení, jehož zplodiny díky podzemnímu kanálu odváděl společný komín kruhové pece. Hlína byla mísena pomocí strojů, které poháněly i lisy na výrobu cihel a zdviž na dopravní vozíky. Původně plánoval používat lis od firmy Raubitschek Praha-Bubny; protože se neosvědčil, nahradil jej lisem od firmy Luis Jäger z Kolína nad Rýnem-Elberfeldu.
Po roce 1892 založil západně od usedlosti Majorka druhou cihelnu zvanou Nová Juliska. Roku 1894 podkopal pozemky dejvického proboštského velkostatku, který na něj podal stížnost. Znalec nepotvrdil možnost sesutí dobývací stěny, ale po odvolání velkostatku zakázalo okresní hejtmanství další těžbu. S proboštským velkostatkem sousedilo hliniště na své východní straně, na jihu pak s veřejnou cestou a na severu s cihelnou Šťáhlavka Maxe Hergeta. Hlína v hliništi byla jemně písčitá a kompaktní. Dobývací stěna měla výšku přibližně 25 metrů a hlína se vybírala v kolmých stěnách. Mezi jednotlivými stěnami pak byly stupně vysoké 1 až 2 metry.
Roku 1905 přemístil Hofmann strojovnu na zpracování hlíny do Nové Julisky. Proti provozu v nové cihelně se opět sousedé odvolali a po závalu dělníka v hliništi ustanovil Hofmann v cihelně svého zástupce a později ji pronajímal. Po jeho smrti roku 1939 požádali jeho dědicové o výmaz firmy.
Kruhová pec v Horní Julisce byla zbořena před rokem 1953, usedlost Juliska a ostatní stavby byly demolovány dva roky poté. Na jejich místě byl postaven sportovní areál.